# Günther Tamaschke
Günther Tamaschke, född 26 februari 1896 i Berlin, död 14 oktober 1959 i Uhingen, var en tysk SS-Standartenführer. Från 1938 till 1939 var han kommendant i koncentrationslägret Ravensbrück.

## Biografi
Tamaschke blev medlem i Nationalsocialistiska tyska arbetarepartiet (NSDAP) 1926 och i Schutzstaffel (SS) 1927.
På inrådan av Kurt Daluege blev Tamaschke 1934 Schutzhaftlagerführer i koncentrationslägret Dachau. Inom Inspektoratet för koncentrationslägren utsågs Tamaschke till chef för den politiska avdelningen. I december 1937 blev Tamaschke kommendant för lägret Lichtenburg och ett år senare kommendant för Ravensbrück. Tamaschke, som var gift, inledde ett förhållande med en kvinnlig vakt, och när denna affär blev offentlig, avskedades han som kommendant. I september 1939 förflyttades han till Bodenamt i Prag.
På order av Reichsführer-SS Heinrich Himmler uteslöts Tamaschke ur SS i januari 1942. Detta var en följd av att Tamaschke hade förskingrat medel vid ariseringen av judiska förmögenheter. I mars 1944 tilläts Tamaschke återinträda i SS.